# Ritzel
Als Ritzel wird das im Durchmesser kleinere der beiden Zahn- bzw. Kettenräder in einem Zahnrad-, Zahnriemen- oder Kettengetriebe bezeichnet. Das Ritzel kann auch ein in die Getriebewelle eingearbeitetes Zahnrad sein: Ritzelwelle zum Beispiel in Uhrwerken, in denen das Ritzel angetrieben wird.

## Arbeitsmaschinen und Motorfahrzeuge

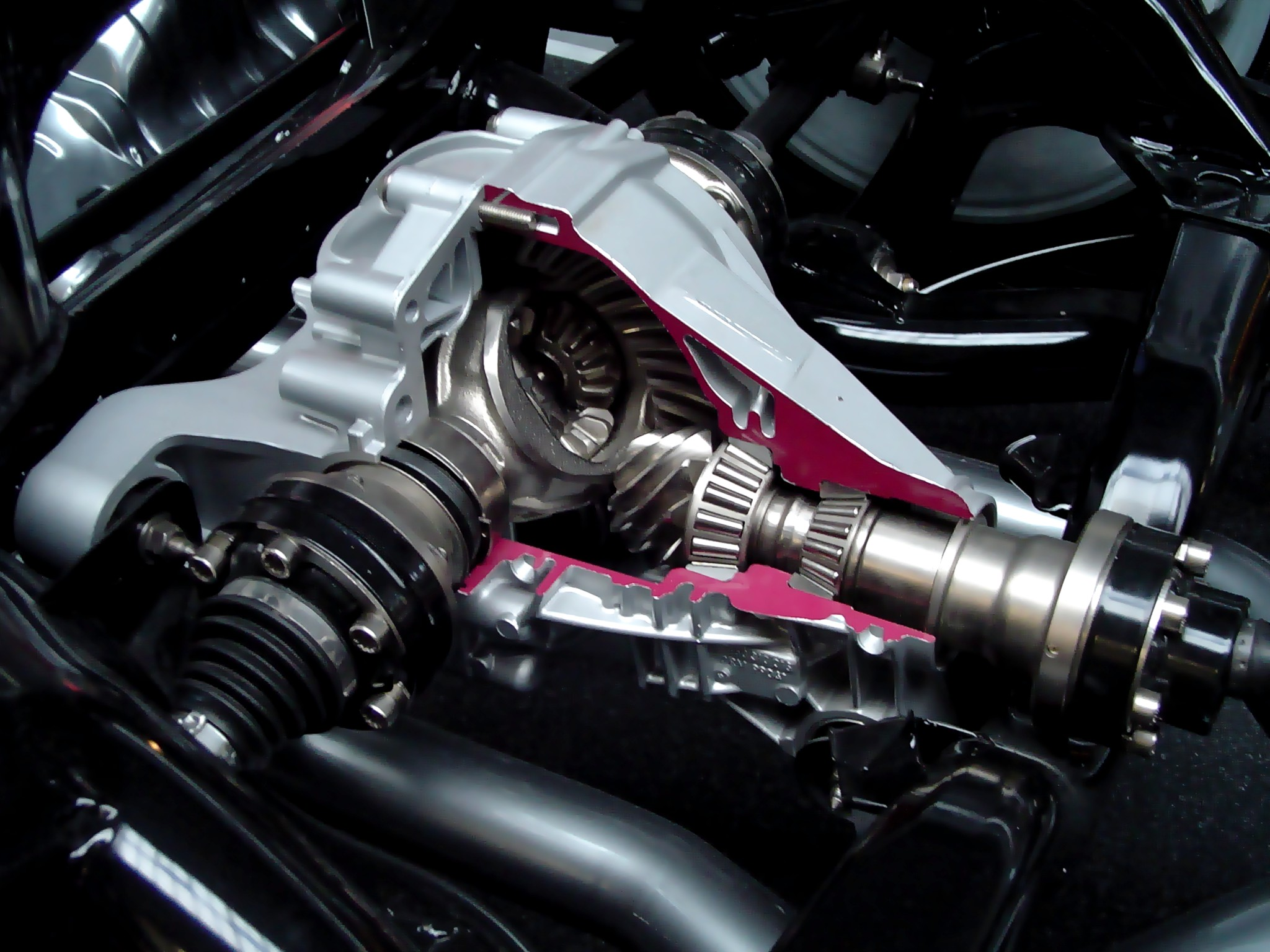
Achsantrieb mit Differentialgetriebe: Kegelradritzel treibt Tellerrad an

Die Antriebsmotoren für Arbeitsmaschinen und Motorfahrzeuge im Maschinen- und Fahrzeugbau haben in der Regel eine höhere Drehzahl als die angetriebenen Wellen. Insofern ist hier das Ritzel meistens das antreibende Rad im Getriebe (bei mehrfacher Übersetzung ins Langsame jeweils erneut).
In nebenstehender Abbildung treibt das kleinere Kegelrad-Ritzel (links der beiden Kegelrollenlager) das größere Tellerrad am Eingang eines Differentialgetriebes an.

## Motorrad
Beim Motorrad haben die antreibenden Motoren in der Regel eine höhere Drehzahl als die angetriebene Achse. Deshalb wird das vordere, antreibende Kettenrad als Ritzel bezeichnet, welches meist das kleinere ist.

## Fahrrad
Beim Fahrrad wird die Bezeichnung nicht zwingend gemäß der Definition der DIN verwendet. Bei Ketten-, Riemen- und Wellengetrieben am Fahrrad wird das angetriebene, hintere Rad als Ritzel bezeichnet, welches bei historischen Fahrrädern das kleinere war.
Bei Kettengetrieben wird das Ritzel auch Zahnkranz genannt. Die Gesamtheit der Zahnkränze heißen Zahnkranzpaket, Kassette oder Ritzelpaket. Das Rad vorn am Tretlager heißt Kettenblatt.
Die antreibende Trittleistung eines Menschen am vorderen Kettenblatt bei Fahrrädern hat in der Regel eine geringere Drehzahl als die angetriebene Achse.
Man spricht von einer Übersetzung ins Schnelle.
Bei modernen Fahrrädern kann das vordere Kettenblatt kleiner als das gewählte hintere Ritzel sein, welches auch Zahnkranz genannt wird. Diese Untersetzung bzw. Übersetzung ins Langsame ist vorteilhaft bei hoher Last (gesamte bewegte Masse) oder bei Steigungen.

## Räderuhr
Bei den Räderuhren ist für das kleinere Rad einer Zahnrad-Getriebestufe der Begriff Trieb üblich. Ritzel ist hier ein veralteter Begriff.
Das Trieb ist in der Regel das angetriebene Rad. Die Übersetzung ins Schnelle ist hier besonders groß. Deshalb wird in Uhren statt der im Maschinenbau üblichen Evolventenverzahnung die Zykloidenverzahnung verwendet.
Die Zähnezahl des Triebs darf so im Minimum 6 sein (13 bei Evolventenverzahnung).

## Illustrationen

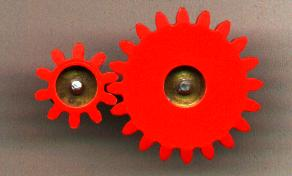
Zahnradgetriebe: links das Zahnritzel
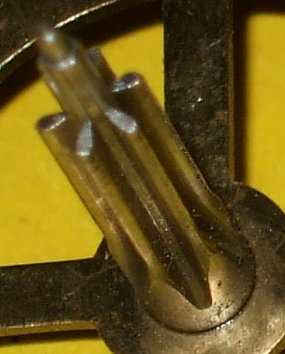
Ritzelwelle bzw. (Trieb) einer Räderuhr
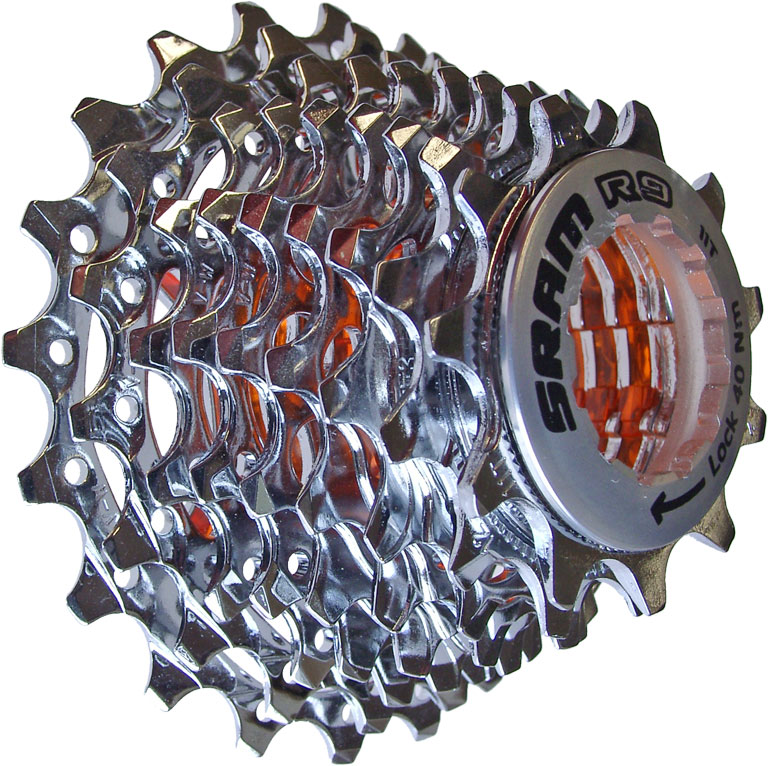
Ritzelpaket einer Fahrrad-Kettenschaltung
Ritzel (links) und Tellerrad eines Kegelradgetriebes